# لين جيلمور
لين جيلمور (بالإنجليزية: Len Gilmore)‏ هو لاعب كرة قاعدة أمريكي، ولد في 3 نوفمبر 1917 في فيرفيو في الولايات المتحدة، وتوفي في 18 فبراير 2011 في أوكلاهوما سيتي في الولايات المتحدة.

## وصلات خارجية
- لين جيلمور على موقع دوري كرة القاعدة الرئيسي (الإنجليزية)
- لين جيلمور على موقعبيزبول رفرنس.كوم (الدوري الرئيسي) (الإنجليزية)
- لين جيلمور على موقعبيزبول رفرنس.كوم (الدوري الثانوي) (الإنجليزية)
- لين جيلمور على موقع جمعية أبحاث البيسبول الأمريكية (الإنجليزية)